# Голам-Реза Авани
Голам-Реза Авани (перс. غلامرضا اعوانی) (24 февраля 1943, г. Семнан) — иранский философ, преподаватель кафедры философии университета имени Шахида Бехешти. Голам-Реза стал лауреатом премии "Человек года" — 2003 в рамках проекта «Вечные имена», постоянным членом Академии наук, главной Института философии Ирана, бывшим руководителем Исследовательского центра Института философии Ирана, а также обладателем премии имени Алламе Табатабаи Фонда национальной элиты Ирана 2011 года. Его сестра, Шахин Авани, занимается исследованием философских дисциплин. Авани свободно владеет арабским, английским, французским, немецким, древнегреческим и латинским языками, а также диалектом Семнана.

## Биография
Голам Реза Авани в 1966 году закончил университет Бейрута по специальности «Философия». Степень магистра философии получил в 1968 году в университете Тегерана. В 1976 году в Тегеранском университете он получил степень доктора философских наук. С 1968 года являлся членом Научного совета университета имени Шахида Бехешти (бывший Национальный университет). Об объёмах своей работы говорит следующее:
"Под руководством профессора Тосихико Идзуцу и профессора Анри Корбена я создал около девяти произведений, эссе, переводов и редакторских работ."

## Роль доктора Авани в науке
В истории философии оказал наибольшее влияние в процессе развития и расширения иранской философии. До конца июля 2011 года Авани руководил Исследовательским центром Института философии Ирана, после него эту должность занял Абдольхосейн Хосроупанах. Также доктор Авани является членом руководящего совета Международной федерации философских обществ и первым руководителем Международного института исламской философии.

## Произведения
- История философии: от Декарта до Лейбница, Фредерик Чарльз Коплстон, Голам Реза Авани (переводчик), Исмаил Саадат (редактор), издатель: Соруш, научное и культурное
- Шифр свободы: биография и краткий обзор жизни покойного худжат аль-ислама, хаджи муллы Голам Хосейна Херати (да благословит его Всевышний), Голам Реза Авани (введение), Мохаммад Хасан Херати (составитель), издатель: Бе Тадбир
- Вечные имена, доктор Голам Реза Авани, Голам Реза Авани, Махмуд Асади (переводчик), Мохаммад Джавад Исмаили (переводчик), издатель: Заман — 2003
- Собрание статей, посвященных изучению творчества Моулана (часть первая): мистика Моулана, Голам Реза Авани (комментарий), издатель: Исследовательский центр Института философии Ирана
- Лексика Мурана через некоторые отдельные произведения, Яхья ибн Хабаш Сухраварди, Вилферд Маделунг (комментарий), Сейед Мохаммад Йусуф Сани (комментарий), Забине Эшмитеке (комментарий), Насруллах Пурджавади (редактор), Голам Реза Авани (комментарий), Реза Пурджавади (комментарий), Шахин Авани (комментарий), издатель: Исследовательский центр Института философии Ирана, Институт исламских исследований Свободного университета Берлина
- Выявление комплексов в объяснении основ веры: фотографическая печать рукописной копии из библиотеки Свободного университета Берлина (Германия) в приложение к сокращенной книге Фахра Рази и Таджа Рази, Махмуд ибн Али Хамси Рази, Вилферд Маделунг (комментарий), Сейед Мохаммад Йусуф Сани (комментарий), Забине Эшмитеке (комментарий), Насруллах Пурджавади (редактор), Голам Реза Авани (комментарий), Реза Пурджавади (комментарий), Шахин Авани (комментарий), издатель: Исследовательский центр Института философии Ирана, Институт исламских исследований Свободного университета Берлина
- Моулана и религия, Голам Реза Авани (комментарий), издатель: Исследовательский центр Института философии Ирана
- Моулана и современный мир, Голам Реза Авани (комментарий), издатель: Исследовательский центр Института философии Ирана
- Дар собеседников в вопросах опровержения философии, Махмуд ибн Мохаммад Молахеми Хоразми, Хасан Ансари (введение), Вилферд Маделунг (введение), Сейед Мохаммад Йусуф Сани (комментарий), Забине Эшмитеке (комментарий), Насруллах Пурджавади (комментарий), Голам Реза Авани (комментарий), Реза Пурджавади (комментарий), Шахин Авани (комментарий), издатель: Исследовательский центр Института философии Ирана, Институт исламских исследований Свободного университета Берлина
- Два собрания рукописных произведения по каляму, философии, исламскому праву ибн Аби Джумхура Ахсаи (после 1501 года), двусторонняя копия из библиотеки, Вилферд Маделунг (комментарий), Сейед Мохаммад Йусуф Сани (комментарий), Забине Эшмитеке (комментарий), Насруллах Пурджавади (комментарий), Голам Реза Авани (комментарий), Реза Пурджавади (комментарий), Ахмад Реза Рахими Рисе (введение), Шахин Авани (комментарий), издатель: Исследовательский центр Института философии Ирана, Институт исламских исследований Свободного университета Берлина
- Открытие (Новое в мудрости), Саад бин Мансур ибн Камуне, Вилферд Маделунг (комментарий), Сейед Мохаммад Йусуф Сани (комментарий), Хамед Наджи Исфахани (редактор), Забине Эшмитеке (комментарий), Насруллах Пурджавади (комментарий), Голам Реза Авани (комментарий), Реза Пурджавади (комментарий), Шахин Авани (комментарий), издатель: Исследовательский центр Института философии Ирана
- Объявление пророчества, Ахмад бин Хамадан Абухатем Рази, Голам Реза Авани, Салах Ассави (редактор), издатель: Исследовательский центр Института философии Ирана — 2003
- Успокоение и дружба в авраамических религиях, Абдольрахим Говахи, Голам Реза Авани, издатель: Элм
- Культура философии